# Ławki (województwo wielkopolskie)

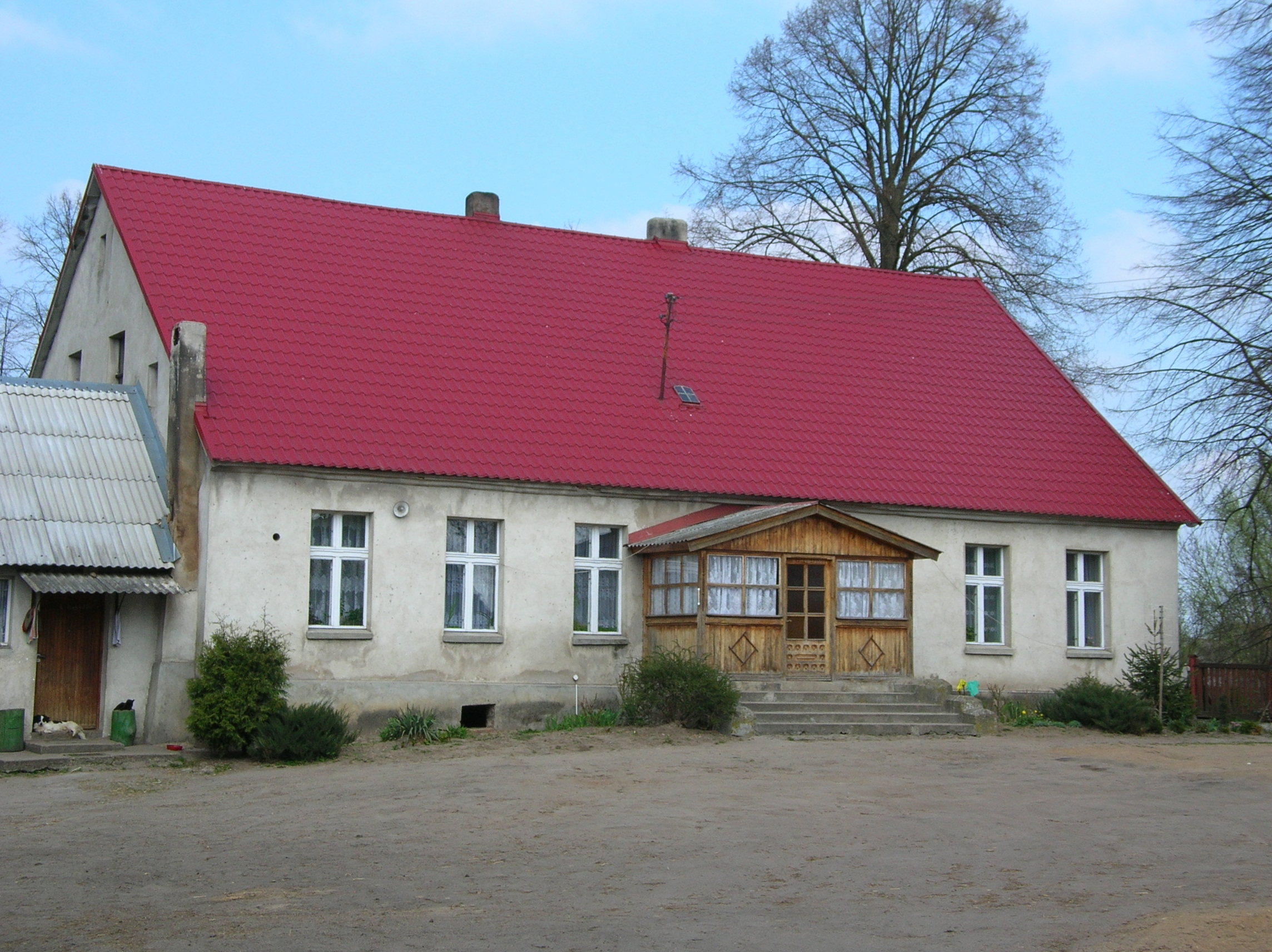
Dom, w którym urodził się Hipolit Cegielski

Ławki – wieś w Polsce położona w województwie wielkopolskim, w powiecie gnieźnieńskim, w gminie Trzemeszno.
W latach 1975–1998 miejscowość administracyjnie należała do województwa bydgoskiego.
Miejsce narodzin Hipolita Cegielskiego.